# Jacques-François de Villiers
Pour les articles homonymes, voir Villiers.
Jacques-François de Villiers, né à Saint-Maixent le 5 juin 1727 et mort en 1794, est un médecin et traducteur français. 
Il exerce comme médecin des camps et armées du roi en Allemagne pendant la guerre de Sept Ans. Il est ensuite docteur-régent de la faculté de médecine de Paris, puis docteur à Pont-à-Mousson et médecin de l’École royale vétérinaire. 
Il a fourni une vingtaine d’articles à l’Encyclopédie ou Dictionnaire raisonné des sciences, des arts et des métiers, parmi lesquels se trouve l’article le plus long de l’Encyclopédie, intitulé « fourneau » (Chimie philosophique). Il a collaboré également au Journal de médecine et il est le compilateur ou le traducteur de plusieurs ouvrages médicaux.

## Publications
- Méthode pour rappeler les noyés à la vie, recueillie des meilleurs auteurs (1771)

Traductions de l’anglais
- Manuel secret et analyse des remèdes de MM. Sutton pour l’inoculation de la petite vérole (1774)
- La Médecine pratique de Londres, ouvrage dans lequel on a exposé la définition et les symptômes des maladies, avec la méthode actuelle de les guérir. (The London practice of physic, wherein the definition and symptoms of diseases, with the present methode of cure are clearly laid down, 1778)

Traductions du latin
- Aphorismes de chirurgie de Hermann Boerhaave (7 vol., 1753-1765)
- Éléments de docimastique, ou De l’art des essais de Johann Andreas Cramer (4 vol., 1755)
- Instituts de chymie de Jacob Reinbold Spielmann (2 vol., 1770)